# Zahra Bouras
Zahra Bouras (sinh ngày 13 tháng 1 năm 1987) là một vận động viên điền kinh và điền kinh người Algérie, chuyên về 400 mét và 800 mét. Cô là người giữ kỷ lục quốc gia Algérie ở 400 mét và là nhà vô địch châu Phi 2010 ở cự ly 800 mét.

## Tiểu sử
Zahra Bouras là con gái của Amar Bouras, cựu vận động viên và huấn luyện viên của Hassiba Boulmerka, người Algeria đầu tiên giành được một danh hiệu Olympic. Bouras thi đấu ban đầu ở cấp độ cao trong 400 mét, thiết lập thời gian kỷ lục quốc gia Algeria là 52,98 giây cho khoảng cách ở Rehlingen vào ngày 1 tháng 6 năm 2009. Sau đó, đua xe chủ yếu ở độ cao 800 mét, Bouras đã đạt được bước đột phá quốc tế vào tháng 6 năm 2010, lần đầu tiên phá vỡ rào cản hai phút trong chiến thắng tại Đài tưởng niệm Josef Odložil ở Prague. Bouras đã giành danh hiệu lớn đầu tiên của mình tại Giải vô địch châu Phi năm 2010 về điền kinh ở Nairobi, đánh bại cựu vô địch thế giới và ngôi nhà yêu thích Janeth Jepkosgei để giành danh hiệu 800 mét. Chiến thắng mang lại cho cô lựa chọn cho đội châu Phi tại IAAF Continental Cup ở Split, Croatia, nơi cô kết thúc ở vị trí thứ 6.
Vào năm 2011, Bouras đã cải thiện thành tích cá nhân tốt nhất của mình hơn 800 mét thành 1:59,21 phút khi giành chiến thắng thứ hai liên tiếp tại Đài tưởng niệm Josef Odložil. Cô thi đấu ở giải vô địch thế giới, tiến đến vòng bán kết ở nội dung 800 mét.
Bouras đã cải thiện 800 mét cá nhân tốt nhất của mình thành 1: 58,78 trong chiến thắng tại sự kiện Pro Athlé Tour ở Montreuil vào ngày 5 tháng 6 năm 2012. Tuy nhiên, cô đã thất bại trong việc kiểm soát doping sau cuộc đua - xét nghiệm dương tính với stanozolol đồng hóa bị cấm - và bị tước chiến thắng và bị cấm thi đấu hai năm, loại cô khỏi Giải vô địch châu Phi 2012 trong Thế vận hội.

## Thành tích cá nhân tốt nhất
| Biến cố | Thời gian (m: s) | Địa điểm             | Ngày                     |
| ------- | ---------------- | -------------------- | ------------------------ |
| 400 m   | 52,98            | Rehlingen, Đức       | 1 tháng 6 năm 2009       |
| 800 m   | 1: 59,21         | Prague, Cộng hòa Séc | Ngày 13 tháng 6 năm 2011 |